# Toro (Niger)
Toro ist ein Dorf in der Landgemeinde Barmou in Niger.

## Geographie
Das von einem traditionellen Ortsvorsteher (chef traditionnel) geleitete Dorf liegt etwa zehn Kilometer südlich von Barmou, dem Hauptort der gleichnamigen Landgemeinde, die zum Departement Tahoua in der gleichnamigen Region Tahoua gehört. Die Regionalhauptstadt Tahoua befindet sich rund 16 Kilometer weiter südwestlich. Durch Toro verläuft der 15. nördliche Breitengrad. Die Siedlung liegt auf einer Höhe von 376 m im 287,2 km² großen Tal von Toukoukout im Norden der Landschaft Ader.

## Geschichte
Toro war im letzten Drittel des 19. Jahrhunderts der Schauplatz von Kämpfen zwischen verschiedenen Tuareg-Fraktionen wie den Kel Dinnik und den Kel Gress.

## Bevölkerung
Bei der Volkszählung 2012 hatte Toro 9144 Einwohner, die in 1535 Haushalten lebten. Bei der Volkszählung 2001 betrug die Einwohnerzahl 5915 in 931 Haushalten und bei der Volkszählung 1988 belief sich die Einwohnerzahl auf 5737 in 833 Haushalten.

## Wirtschaft und Infrastruktur
Im Dorf wird ein Markt abgehalten. Es wird Bewässerungsfeldwirtschaft betrieben. Im Jahr 2020 belief sich die dafür genutzte Fläche auf 278,1 Hektar. Mit einem mit Centre de Santé Intégré (CSI) ist ein Gesundheitszentrum ohne eigenes Labor und Entbindungsstation vorhanden. Es gibt eine Schule.